# دانشگاه اقتصاد جهانی
دانشگاه اقتصاد جهانی {{ازبکی|University of World Economy and Diplomacy) یک دانشگاه در ازبکستان است که در تاشکند واقع شده‌است.